# Säffle
Säffle er et byområde i Säffle kommun i Värmlands län i Sverige. I 2010 var indbyggertallet 8.991.